# Zimowe graffiti
Zimowe graffiti – świąteczna płyta polskiego zespołu rockowego Lady Pank wydana 9 grudnia 1996 roku przez wytwórnię Starling SA. Muzykę skomponował Jan Borysewicz, autorem słów jest Janusz Panasewicz.

## Spis utworów
1. „Miejsce przy stole” – 3:34
2. „Zimowe graffiti” – 4:54
3. „Nie mów mi teraz dobranoc” – 4:16
4. „W grudniową noc” – 4:50
5. „Święta, święta...” – 4:26
6. „W twoich oczach” – 3:37
7. „Otul mnie” – 4:16
8. „Przebudzenie” (instrumentalny) – 4:55

bonus BOX 2007
1. „Gwiazda na wietrze” – 3:49

## Skład
- Jan Borysewicz – gitara
- Janusz Panasewicz – wokal
- Andrzej Łabędzki – gitara
- Krzysztof Kieliszkiewicz – gitara basowa
- Jakub Jabłoński – perkusja

gościnnie
- Karolina Kiełbasińska – wokal (5)
- Maria Komasa – wokal (5)
- Szymon Komasa – wokal (5)